# Rațele și vânătorii
Rațele și vânătorii este un film românesc din 2011 regizat de Diana Munteanu.